# Antônio Ferreira Viçoso

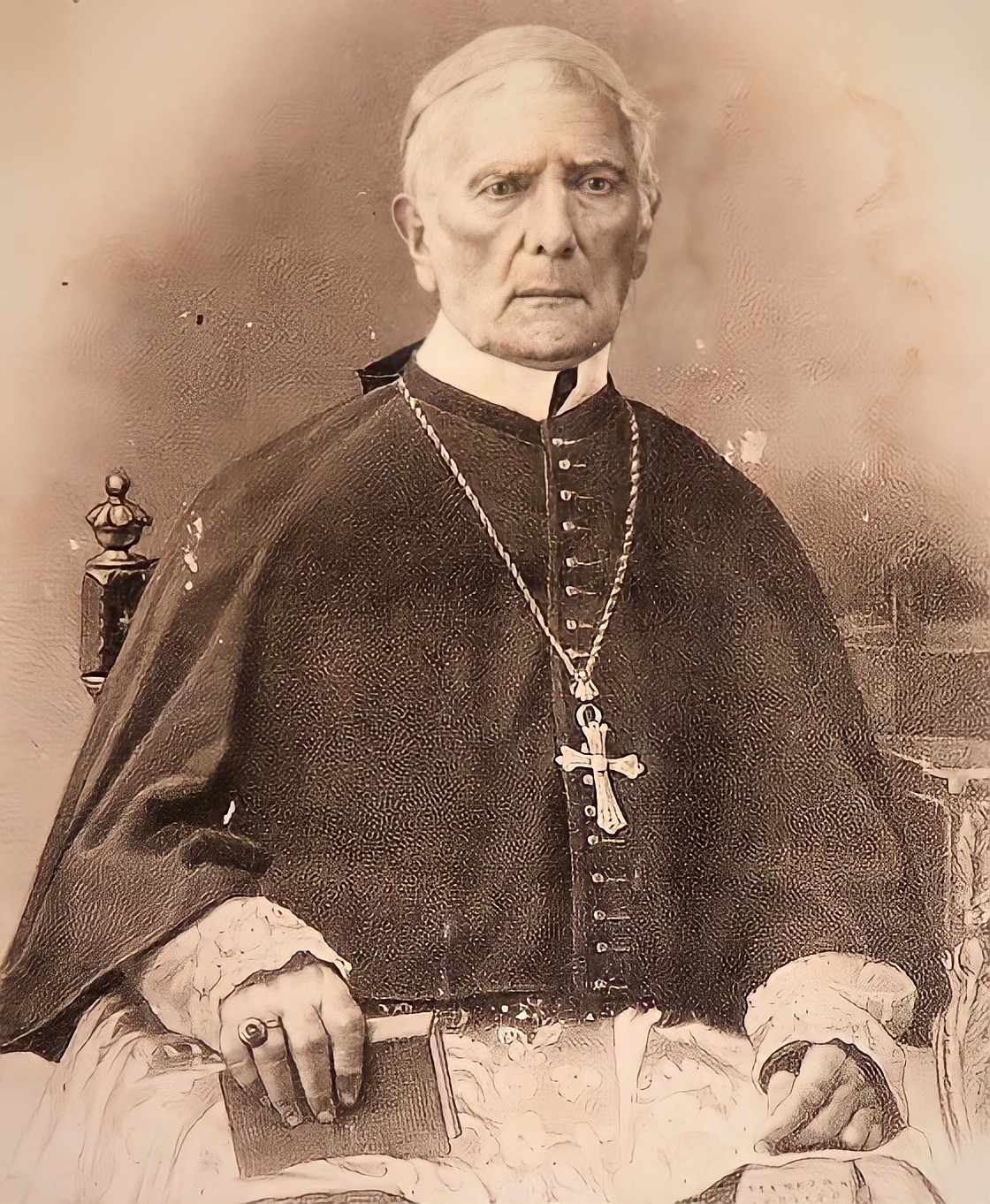
Bischof Antônio Ferreira Viçoso (Photo um 1870)

Antônio Ferreira Viçoso CM (* 13. Mai 1787 in Peniche, Portugal; † 7. Juli 1875 in Mariana, Minas Gerais) war ein portugiesischer Ordensgeistlicher und römisch-katholischer Bischof von Mariana in Brasilien.

## Leben

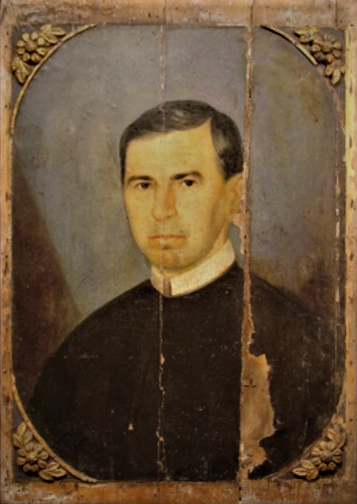
Dom Antonio in jüngeren Jahren

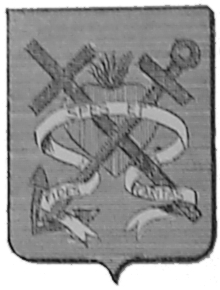
Wappenschild des Bischofswappens

Antônio Ferreira Viçoso trat der Ordensgemeinschaft der Lazaristen bei und empfing am 7. März 1818 das Sakrament der Priesterweihe.
Am 15. Juli 1843 wurde er zum Bischof von Mariana ernannt. Papst Gregor XVI. bestätigte die Ernennung am 22. Januar folgenden Jahres. Am 5. Mai 1844 spendete ihm der Bischof von Rio de Janeiro, Manoel de Monte Rodrigues de Araújo, die Bischofsweihe. Mitkonsekratoren waren Pedro de Santa Mariana e Souza OCD, Weihbischof in Rio de Janeiro, und José Affonso de Moraes Torres CM, Bischof von Belém do Pará.
Im für ihn eingeleiteten Seligsprechungsprozess erkannte ihm Papst Franziskus am 8. Juli 2014 den heroischen Tugendgrad zu.